# Clinooscarkempffita
La clinooscarkempffita és un mineral de la classe dels sulfurs que pertany al grup de la lil·lianita. Rep el nom per ser monoclínic (clino) i per la seva semblança amb l'oscarkempffita.

## Característiques
La clinooscarkempffita és una sulfosal de fórmula química Ag₁₅Pb₆Sb₂₁Bi₁₈S₇₂. Va ser aprovada com a espècie vàlida per l'Associació Mineralògica Internacional el 2012, sent publicada l'any 2018. Cristal·litza en el sistema monoclínic. La seva duresa a l'escala de Mohs es troba entre 3 i 3,5.

## Formació i jaciments
Va ser descoberta a la mina Ánimas, situada a Chocaya-Animas, dins la província de Sud Chichas (Departament de Potosí, Bolívia). Aquesta mina boliviana és l'únic indret de tot el planeta on ha estat descrita aquesta espècie mineral.